# Cheikh Seck
Cheikh Seck   (8 de gener de 1958) és un exfutbolista senegalès de la dècada de 1980.
Fou internacional amb la selecció de futbol del Senegal. Pel que fa a clubs, destacà a Espérance Tunis.